# Herzogobryum molle
Herzogobryum molle är en bladmossart som beskrevs av Riclef Grolle. Herzogobryum molle ingår i släktet Herzogobryum och familjen Gymnomitriaceae. Inga underarter finns listade i Catalogue of Life.